# محمدآباد (جره و بالاده)
محمدآباد، روستایی از توابع بخش جره و بالاده شهرستان کازرون در استان فارس ایران است.

## جمعیت
این روستا در دهستان جره قرار دارد و براساس سرشماری مرکز آمار ایران در سال ۱۳۸۵، جمعیت آن ۱۴۸ نفر (۲۹خانوار) بوده‌است.